# Lantmäteriet

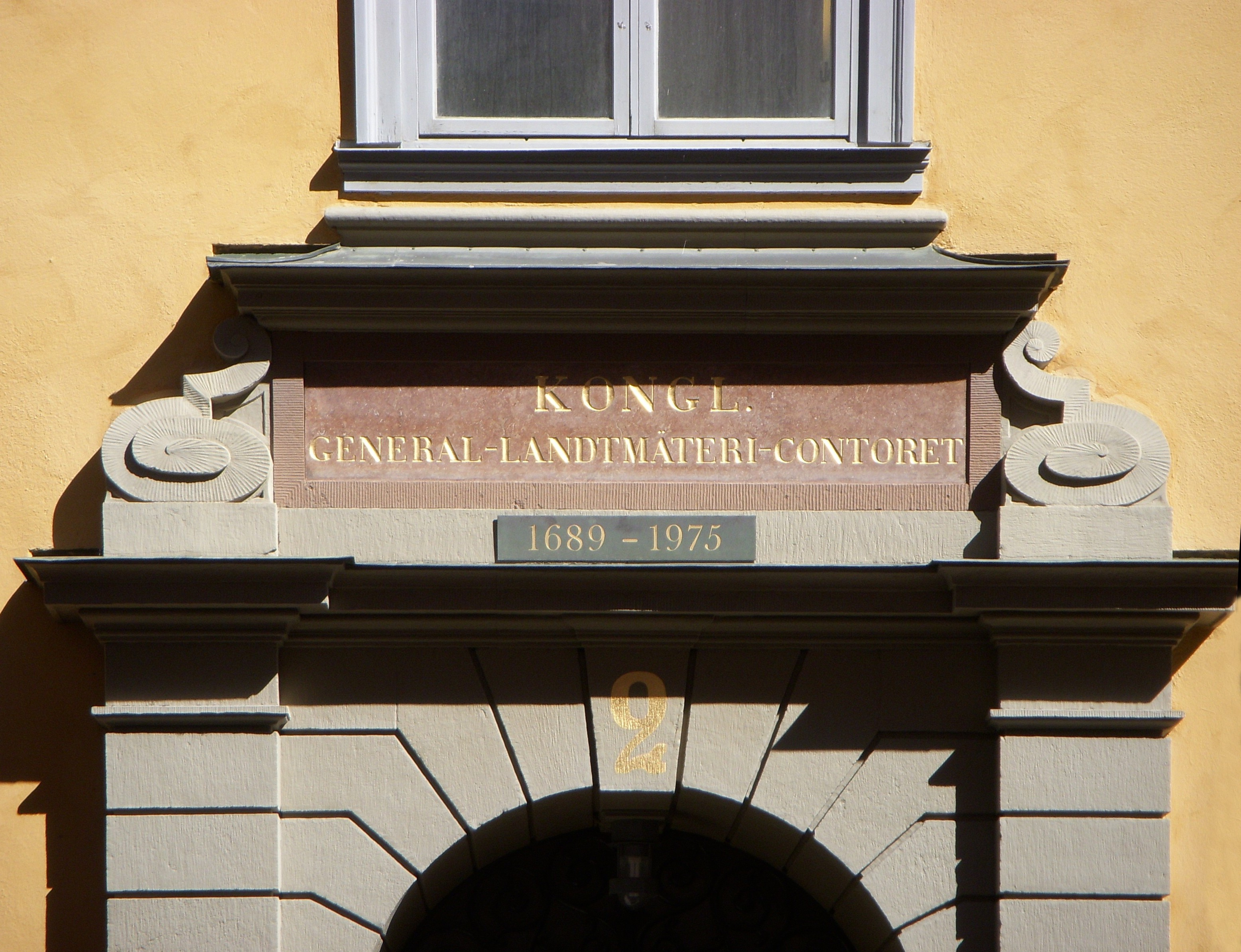
Kongl. General-Lantmäteri-Contoret, entrén till Lantmäteristyrelsens hus vid Västra Trädgårdsgatan 2, Stockholm.

Lantmäteriet är en svensk förvaltningsmyndighet med uppgifter inom lantmäteri och kartografi.
Den 1 september 2008 slogs det tidigare Lantmäteriverket och de 21 länsvisa lantmäterimyndigheterna ihop till en enad myndighet med det nya namnet Lantmäteriet. Lantmäteriet har till uppgift att tillhandahålla geografisk information, fastställa ortnamn, ansvara för de geodetiska referenssystemen och ansvara för fastighetsindelningen i Sverige. Lantmäteriet är också sedan den 1 juni 2008 inskrivningsmyndighet.
Lantmäteriets forskningsarkiv består av drygt en halv miljon kartor, varav de äldsta ritades på 1600-talet. Det har tillsammans med de regionala förrättningsarkiven med cirka 2 miljoner akter med tillhörande kartor skannats och är tillgängliga via internet.
Lantmäteriet har cirka 2 200 medarbetare, varav knappt 900 på huvudkontoret i Gävle. Susanne Ås Sivborg är myndighetens generaldirektör.
I samarbete med det statliga bolaget Swedesurvey bedriver Lantmäteriet utlandsverksamhet som till stor del avser utbildning och institutionsbyggande. Flertalet utlandsprojekt är finansierade av Sida.
Myndigheten är från 1 oktober 2022 beredskapsmyndighet och ingår i beredskapssektorn försörjning av grunddata.

## Historik

### Olika föregångare
Lantmäteriets verksamhet för fastighetsindelning inrättades 1628, då Anders Bure fick i uppdrag att framställa geometriska jordeböcker och geografiska kartor samt att utbilda nya lantmätare. Anders Bure blev då underställd kammarkollegiet. Lantmäterikontoret flyttade 1688 till egna lokaler i Drottning Kristinas lusthus. År 1827 blev organisationen en egen myndighet, Generallantmäterikontoret, från 1864 benämnt Lantmäteristyrelsen.
Organisationen som producerar kartor (geodata) består av verksamhet som tidigare fanns i Lantmäteristyrelsen, Rikets allmänna kartverk och Centralnämnden för fastighetsdata. Rikets allmänna kartverk hade till syfte att genomföra en fullständig topografisk kartläggning över landet och att framställa en karta som kom att kallas Generalstabskartan. Kartverkets första föregångare var den 1805 inrättade Fältmätningskåren - sedan Topografiska kåren, vilken 1873 blev Generalstabens topografiska avdelning. År 1894 sammanslogs topografiska avdelningen med Ekonomiska kartverket till Rikets allmänna kartverk. Ekonomiska kartverket hade skilts ur Lantmäteristyrelsen 1859. Först 1937 blev Rikets allmänna kartverk helt civilt och 1965 blev verkets avdelningar för första gången samlokaliserade, vid Hässelby torg.

### Lantmäteriverket från 1974
Lantmäteriverket (LMV) bildades 1974 genom sammanslagning av Rikets allmänna kartverk, som framställde kartor, och Lantmäteristyrelsen. Det nybildade verket utlokaliserades till Gävle. År 1996 slogs Lantmäteriverket och Centralnämnden för fastighetsdata samman under benämningen Lantmäteriverket.
Centralnämnden för fastighetsdata, CFD, slogs ihop med Lantmäteriverket 1996. Nämnden inrättades 1968 för att bygga upp ett ADB-system med data om landets samtliga fastigheter, det så kallade Fastighetsdatasystemet.

### Nya indelningar från 1996 och 2008
Den 1 januari 1996 förändrades Lantmäteriverkets indelning, då de 24 överlantmätarmyndigheterna och de 69 lantmätardistrikten sammanslogs till 24 lantmäterimyndigheter - varje lantmäterimyndighet motsvarade ett av Sveriges län. Den 1 januari 1997 slogs Lantmäterimyndigheten i Kristianstads län samt Lantmäterimyndigheten i Malmöhus län ihop för att bilda Lantmäterimyndigheten i Skåne län. Den 1 januari 1998 slogs lantmäterimyndigheterna i Göteborgs och Bohus län, i Älvsborgs län samt i Skaraborgs län ihop till Lantmäterimyndigheten i Västra Götalands län, med sätesort i Vänersborg.
Lantmäteriverket och de 21 lantmäterimyndigheterna slogs den 1 september 2008 ihop för att bilda den nya statliga myndigheten Lantmäteriet.

### Fastighetsinskrivning sedan 2008
Sedan 1 juni 2008 är Lantmäteriet även inskrivningsmyndighet. Divisionen handlägger ärenden som gäller inskrivning i fastigheter, till exempel lagfarter, panträtter, avtalsservitut och nyttjanderätter. Verksamheten är enligt riksdagsbeslut lokaliserad till 7 orter, Hässleholm, Eksjö, Uddevalla, Norrtälje, Mora, Härnösand och Skellefteå.

## Verksamheter
Lantmäteriet är uppdelat i divisionerna Fastighetsbildning (närmast före detta Lantmäteristyrelsen) som ansvarar för fastighetsindelningen i Sverige, Geodata (huvudsakligen före detta Rikets allmänna kartverk och Centralnämnden för Fastighetsdata) som framställer och tillhandahåller geografisk information och Fastighetsinskrivning som har ansvar för inskrivningsärenden. Tidigare ingick Metria i Lantmäteriets organisation men är sedan 1 maj 2011, med undantag av de delar som direkt riktar sig till Försvarsmakten, avskilt från myndigheten och ombildat som ett statligt ägt aktiebolag.

### Lantmäteriets författningssamling
Lantmäteriets författningssamling består av föreskrifter.

### Fastighetsbildning
Lantmäteriets division Fastighetsbildning har totalt drygt 900 medarbetare. Divisionen utövar Lantmäteriets ansvar för fastighetsindelningen i Sverige och handlägger ärenden som rör fastighetsbildning. Verksamheten sker huvudsakligen vid de drygt 50 lantmäterikontoren organiserade i elva enheter som i sin tur består av ett antal funktioner. Funktionen är den grundläggande organisatoriska enheten och organiserar cirka 8-15 medarbetare. Den centrala staben med ett 80-tal medarbetare arbetar med ekonomi- och personalfrågor samt rådgivnings-, utvecklings- och förvaltningsverksamhet.
Före 1996 var överlantmätaren chef för överlantmätarmyndigheten och lantmäterienheten. Överlantmätarmyndigheten ingick i den statliga lantmäteriorganisationen med Lantmäteriverket som chefsmyndighet, medan lantmäterienheten var en del av länsstyrelsen. I några fall var överlantmätaren även chef för ett lantmäteridistrikt (det vill säga distriktslantmätare) som kunde omfatta ett helt läns yta. I andra fall var överlantmätaren inte chef för något lantmäteridistrikt, men skulle ändå utöva ett ledarskap över fastighetsbildningsmyndigheterna inom länet. Titeln överlantmätare, som senare har använts för chefen för en del av den statliga lantmäterimyndighetsorganisationen motsvarande två till fyra län (internt kallat chefsområde), är idag avskaffad, närmaste motsvarande funktion har enhetschefen. 
Enligt fastighetsbildningslagen består lantmäterimyndigheten vid en lantmäteriförrättning av en förrättningslantmätare och eventuellt också gode män (lekmän som utses av kommunen). Förrättningslantmätaren är den som handlägger och beslutar i lantmäteriförrättningar som kan avse fastighetsbildning, fastighetssamverkan, fastighetsbestämning med mera. Förrättningslantmätare är också en titel på en tjänsteman i en lantmäterifunktion.
I 40 av landets kommuner finns enligt beslut av regeringen på kommunens ansökan en lantmäterimyndighet där kommunen är huvudman.

### Geodata
Divisionen framställer och tillhandahåller idag rikstäckande geografisk information och fastighetsinformation, som används för bland annat Eniros kartor och Lantmäteriets tryckta kartor (före detta namn och färg inom parentes):
- Översiktskartan (Röda kartan) i skala 1:250 000
- Vägkartan (Blå kartan) i skala 1:100 000
- Terrängkartan (Gröna kartan, Topografiska kartan) i skala 1:50 000
- Fjällkartan (lila) i skala 1:100 000 och 1:50 000
- Fastighetskartan (Gula kartan, Ekonomisk karta) i skala 1:12 500

Fastighetsinformationen används i första hand av bank- och inskrivningsväsendet.
Divisionen ansvarar även för de nationella geodetiska referenssystemen, fastighetsregistret och Lantmäteriets flygbildsarkiv. Samt även tyngdkraftmätning.
Divisionen har ungefär 550 medarbetare med verksamhet i Gävle, Karlskrona, Kiruna och Luleå.

### Frisläppande av kartinformation
Lantmäteriet har från och med 2015 beslutat att släppa fri sin småskaliga kartinformation som öppna data. Till att börja med frisläpptes 1 juli 2015 Översiktskartan, och ett halvår senare följde Vägkartan, Terrängkartan och Fjällkartan efter. Det innebär att ovanstående kartor då fritt kom att kunna användas av privatpersoner eller företag och att man kan bearbeta materialet vidare. Kartmaterialet licensierades till en början enligt Creative Commons CC BY, version 4.0. Den 1 september 2017 ändrades detta till licensen CC0, vilket innebar att myndigheten inte längre överhuvudtaget hävdar de ideella rättigheterna som följer av upphovsrätten för den information som släppts som öppna geodata.
Lantmäteriet kommer dock även framöver att behålla full kontroll över storskalig geografisk information, som exempelvis ortofoto och Fastighetskartan. Dessa produkter ger inkomster till Lantmäteriet som idag är svåra att enkelt ersätta. En diskussion förs om att möjliggöra att all geografisk information släpps fri som öppna data, men hittills har regeringen inte velat byta finansieringsform för verksamheten, från avgifter till anslag.
1 juli 2018 utgick Sverigekartan, Vägkartan, Terrängkartan och Fjällkartan ur Lantmäteriets sortiment. Istället har man i sin Internettjänst utvecklat en anpassningsbar variant av Topografiska kartan, med olika detaljrikedom beroende på vald upplösning. Dessutom finns en relaterad funktion benämnd "Kartutskrift", där man för privat bruk kan producera kartutsnitt i PDF-format av Sverige i skala 1:10 000; i skala 1:50 000 är kartorna även tillgängliga under en CC0-licens. Dessutom finns sedan tidigare en parallell kartvisningstjänst med ett begränsad version av Topografiska kartan under motsvarande CC0-licens. Även den vanliga kartvisningstjänstens material är distribuerat under licensen CC0 när skalangivelsen i kartan visar minst 200 m.

## Metria
Metria var till 1 maj 2011 affärsdivisionen inom Lantmäteriet. Från detta datum gick Metria från att vara en division inom Lantmäteriet till att bli ett statligt aktiebolag och har efter det inga organisatoriska kopplingar till myndigheten Lantmäteriet, Metria AB. Karin Annerwall Parö var Metria AB:s första VD.
Metria har cirka 300 medarbetare fördelade på cirka 20 orter över hela landet. Huvudkontoret ligger i Gävle. Bland medarbetarna finns exempelvis ingenjörer, jägmästare, tekniker och biologer. Metria har specialister inom bland annat geodata, geodesi, fjärranalys och GIS-utveckling.

## Direktörer/överdirektörer/generaldirektörer
- 1683–1694: Carl Gripenhielm
- 1694–1699: Johan Transchiöld
- 1699–1709: Gunno Dahlstierna
- 1710–1747: Jacob Nordencreutz
- 1747–1777: Jacob Faggot
- 1777–1822: Erik af Wetterstedt
- 1824–1848: Carl af Forsell
- 1849–1881: Ludvig B. Falkman
- 1881–1894: Leonard Nordenfelt
- 1895–1899: Hugo Martin
- 1899–1922: Hans Rhodin
- 1922–1926: Gustaf Grefberg
- 1926–1933: Torsten Nothin
- 1933–1948: Harald Malmberg
- 1948–1952: Allan Nordenstam
- 1952–1956: Bertil Fallenius
- 1956–1957: Börje Lundgren (t.f.)
- 1958–1959: Gunnar Hedlund
- 1959–1973: Lars Öjborn (t.f. 1958)
- 1974–1984: Sten Wickbom
- 1984–1993: Jim Widmark
- 1993–1995: Sture Norberg
- 1995–1997: Gunilla Olofsson
- 1997–2003: Joakim Ollén
- 2004–2011: Stig Jönsson
- 2011: Lars Jansson (t.f.)
- 2011–2017: Bengt Kjellson
- 2018–2024: Susanne Ås Sivborg
- 2024–2025: Nils Svartz (t.f.)
- 2025–: Fredrik Holmberg

## Lantmäteriets uppgifter i krig
Lantmäteriet har en central roll i Sveriges totalförsvar och ansvarar för att tillhandahålla och bevara geodata som är avgörande under krig och höjd beredskap. Myndigheten arbetar för att säkerställa att information om fastighetsägande och gränser är tillgänglig, vilket är viktigt för att upprätthålla finansiell stabilitet och underlätta återuppbyggnad efter eventuella konflikter.
För att stärka den civila beredskapen planerar Lantmäteriet att under 2025 tillgängliggöra Nationell militär karta (NMK) i skalorna 1:50 000 och 1:250 000. Dessa kartor kommer att vara tillgängliga för aktörer inom civil beredskap och kan användas i fredstida krissituationer, höjd beredskap och krig.
Lantmäteriet har vidtagit åtgärder för att skydda känslig information. I maj 2024 stängde myndigheten ner flera digitala tjänster efter att hemlig information om svenska försvarsanläggningar upptäckts vara tillgänglig. Denna incident understryker vikten av säker hantering av geodata, särskilt under höjd beredskap och krig. 
Sammanfattningsvis bidrar Lantmäteriet till Sveriges försvar genom att:
- Bevara och tillgängliggöra geodata som är kritiska för nationens säkerhet.
- Tillhandahålla kartunderlag som stödjer både militära och civila aktörer under kris och krig.
- Säkerställa att information om fastighetsägande och gränser är skyddad och korrekt, vilket underlättar återuppbyggnad och finansiell stabilitet efter konflikter.

Genom dessa insatser spelar Lantmäteriet en viktig roll i att upprätthålla samhällets funktionalitet och säkerhet under krigssituationer.